# Гірманка
Гірма́нка — село в Україні, у Михайло-Коцюбинській селищній громаді Чернігівського району Чернігівської області. Населення становить 70 осіб (2017). До 2016 орган місцевого самоврядування — Жукотківська сільська рада.

## Історія
У XVI ст. земля Гірмановщина (лісове урочище Дубина) — маєтність бояр Гирманів. Есаул Чернігівського полку Омелян Гирманов у 1654 р. склав присягу царю. Два хутори Посудевського і Комаровського в XIX ст. утворили село. Територія села знаходилася у складі Любецької сотні Чернігівського полку.
У 1924 р. було 18 дворів і 91 житель.
У часи СРСР в селі знаходилась військова частина. До кінця 80-х років поблизу села діяв польовий аеродром «Малійки». Під час ліквідації аварії на ЧАЕС 1986 року використовувався для польотів ліквідаторів та як пункт санітарної обробки (дезактивації) авіа та наземної техніки. Пізніше став «кладовищем» для цієї техніки.
У 2015 році було відремонтовано дорогу місцевого значення «С252123» Левоньки — Жукотки — Гірманка.
12 червня 2020 року, відповідно до розпорядження Кабінету Міністрів України № 730-р «Про визначення адміністративних центрів та затвердження територій територіальних громад Чернігівської області», увійшло до складу Михайло-Коцюбинської селищної громади.
19 липня 2020 року, в результаті адміністративно-територіальної реформи та ліквідації Чернігівського району (1923—2020) Чернігівської області, увійшло до складу новоутвореного Чернігівського району

## Розташування
Гірманка знаходиться у 22 км від Чернігова та у 1,5 км від залізничної станції Жукотки.
Сусідні населені пункти:

## Клімат
Клімат у Гірманці помірно континентальний. Середньорічна температура повітря становить 6,7 °C, найнижча вона у січні (мінус 7,1 °C), найвища — в липні (18,7 °C).
У середньому за рік у Гірманці випадає 599 мм атмосферних опадів, найменше — у березні та жовтні, найбільше — у червні та липні.
Відносна вологість повітря в середньому за рік становить 79 %, найменша вона у травні (69 %), найбільша — у грудні (89 %).
Найменша хмарність спостерігається в серпні, найбільша — у грудні.
Найбільша швидкість вітру — взимку, найменша — влітку. У січні вона в середньому становить 4,3 м/с, у липні — 3,2 м/с.

## Розподіл населення за рідною мовою
За результати перепису 2001 року.
| Українська | Російська | Інші   |
| ---------- | --------- | ------ |
| 95,73 %    | 3,42 %    | 0,85 % |